# Episodi di Metalocalypse (quarta stagione)
La quarta stagione della serie animata Metalocalypse, composta da 12 episodi, è stata trasmessa negli Stati Uniti, da Adult Swim, dal 29 aprile al 15 luglio 2012.
| nº | Titolo originale         | Prima TV USA   |
| -- | ------------------------ | -------------- |
| 1  | Fanklok                  | 29 aprile 2012 |
| 2  | Diversityklok            | 6 maggio 2012  |
| 3  | Prankklok                | 13 maggio 2012 |
| 4  | Motherklok               | 20 maggio 2012 |
| 5  | Bookklok                 | 27 maggio 2012 |
| 6  | Writersklok              | 3 giugno 2012  |
| 7  | Dethcamp                 | 10 giugno 2012 |
| 8  | Dethvanity               | 17 giugno 2012 |
| 9  | Going Downklok           | 24 giugno 2012 |
| 10 | Dethdinner               | 1º luglio 2012 |
| 11 | Breakup Klok             | 8 luglio 2012  |
| 12 | Church of the Black Klok | 15 luglio 2012 |